# الخاندرو زامورا
الخاندرو زامورا (انگلیسی: Alejandro Zamora؛ زادهٔ ۲۲ آوریل ۱۹۸۴) بازیکن فوتبال اهل اسپانیا است.
از باشگاه‌هایی که در آن بازی کرده‌است می‌توان به باشگاه فوتبال رکریتیوو اوئلوا، باشگاه فوتبال رئال بتیس، باشگاه فوتبال رئال مادرید سی، و باشگاه فوتبال رئال اویدو اشاره کرد.